# 珍島犬警報
珍島犬警戒令（韓語：진돗개 경보）是大韓民國對朝鮮民主主義人民共和國專用的警報，在朝鮮人民軍對韓國發動軍事行動時，由韓國國軍發布。雖然珍島犬警報不同於戒備狀態，但它們可能會同時發布。

## 等級
珍島犬3號（진돗개 셋、Jindotgae Seot／Chintotkae Sŏt）

和平／非戰備狀態。
 珍島犬2號（진돗개 둘、Jindotgae Dul／Chintotkae Tul）

當朝鮮極有可能對韓國發起軍事行動時發布。
 珍島犬1號（진돗개 하나、Jindotgae Hana／Chintotkae Hana）

最高警戒等級。軍隊、警察、預備兵力優先依各部署進行警戒。

## 發布事件
- 雙十二政變
- 光州民主化運動
- 江陵潛艇滲透事件
- 第一次延坪海戰
- 延坪島炮擊事件
- 2014年高城郡韓軍槍擊案